# Páginas de Espuma
Páginas de Espuma es una editorial independiente con sede en Madrid. Fue fundada en 1999, y desde entonces se ha especializado en la publicación de libros de cuentos y de ensayo de humanidades. Su editor y director es Juan Casamayor.

## Historia
Fue fundada en Madrid en 1999 con la intención de dedicarse al género del cuento. Cuenta con un importante catálogo de autores latinoamericanos, en especial mexicanos y argentinos y tiene una presencia importante en España y Latinoamérica.
En la actualidad publica unos veinte títulos al año, además de conceder el Premio Internacional de Narrativa Breve Ribera del Duero (bianual), y el Premio Málaga de Ensayo.
Ha publicado antologías y obras completas de autores clásicos como E. A. Poe, traducido por Julio Cortázar, con prólogo de Carlos Fuentes y Mario Vargas Llosa; G. de Maupassant, Antón Chéjov, Balzac o Pessoa.
Entre los cuentistas actuales cuenta en su catálogo con Hipólito G. Navarro, José María Merino, Antonio Ortuño, Guadalupe Nettel, Andrés Neuman, Clara Obligado, María Fernanda Ampuero, Mónica Ojeda o Ángel Zapata, y en concreto por la microficción con Fernando Iwasaki, Espido Freire, Juan Pedro Aparicio o Ana María Shua.

### Actualidad
Entre las obras más vendidas de la editorial en 2020, se encuentran los libros de Samanta Schweblin, Mariana Enríquez, Socorro Venegas y María Fernanda Ampuero.

## Premios
En 2019 recibió el Premio Nacional a la Mejor Labor Editorial Cultural.